# Ma'ribdam
De Ma'ribdam was een stuwdam nabij de stad Ma'rib in Jemen. De dam werd halverwege het 1e millennium v.Chr. gebouwd, en wordt beschouwd als een van de grootste technische bouwwerken uit de oudheid. De dam maakt deel uit van het wapen van de Republiek Jemen.

## Algemeen
Omdat de Jemenitische hooglanden en de rand van het woestijngebied van Ramlat es-Sayhad weinig neerslag hebben, vond er al in de 3e millenium v.Chr. woestijnvorming plaats. Net als op andere plaatsen in Zuid-Arabië werden in de 1e millennium v.Chr. dammen gebouwd in Wadi Dhanah om het seizoensgebonden water van de Sayl-vloeden op te slaan.

## Grote dam
Er zijn verschillende meningen over de datering van de dam. Hermann von Wissmann plaatste ze aan het einde van de 6e eeuw v.Chr., Kenneth A. Kitchen dateerde het tot de eerste helft van de 4e eeuw v.Chr.
Het belangrijkste complex werd gebouwd door de Sabese mukarribs Sumuhu'ali Yanuf II en Yitha'amar Bayyin II. Het bereikte een lengte van 680 m en ca. 20 m hoogte, en maakte de irrigatie mogelijk van ongeveer 9.600 hectare landbouwgrond in de 21 km lange en 8 km brede oase.
De dam bood vanaf de 8e eeuw v.Chr. tot de 5e of 6e eeuw na Chr. de basis van het leven in de woestijn rond de stad Ma'rib, de grootste stad in het oude Zuid-Arabië.

### De sluizen
De dam bestond uit een aarden wal die de vallei van de wadi blokkeerde en niet meer bestaat, en twee sluizen op de noordelijke en zuidelijke hellingen. Deze structuren, waarvan delen bewaard zijn gebleven, hadden afmetingen van 145 m lang, 50 m breed en 13 m hoog en bestonden uit drie pilaren met twee doorgangen. De muren werden in latere eeuwen gedeeltelijk verwoest omdat de stenen voor andere gebouwen werden gebruikt. Momenteel worden ze door archeologen opgegraven en herbouwd en zullen naar verwacht tot UNESCO-werelderfgoed worden verklaard.
De sluizen werden gebruikt voor irrigatie. Eerst werd het water via een primair kanaal en daaropvolgende distributiekanalen naar de velden in de oase geleid. De sluizen waren ook voorzien van bakstenen overlopen waar overtollig water veilig naar spaarbekkens kon worden afgevoerd.
Door de slibafzetting van één centimeter per jaar moesten de dam en alle constructies regelmatig worden verhoogd. Ze werden meerdere malen volledig afgebroken en herbouwd. Ook na dambreuken door hoogwater waren reparaties vaak noodzakelijk.

### Neergang
Toen de handel op de Wierookroute sinds het begin van de christelijke jaartelling afnam, raakte de dam steeds meer verwaarloosd. Dit leidde sinds de 4e eeuw tot verschillende dambreuken. Koning Sharahbil Yafur zou de dam in 449 n.Chr. hebben hersteld, maar in 450 n.Chr. werd ze weer beschadigd door overstromingen. De dam werd opnieuw gerepareerd. De laatste keer dat er melding werd gemaakt van een grote breuk en het herstel van de dam was in 542, tijdens de regeerperiode van onderkoning Abraha, een christelijke heerser uit het koninkrijk Aksum. Het laatste bekende opschrift met betrekking tot de dam dateert uit dit jaar (volgens andere bronnen uit 548). Naar verluidt gaf de onderkoning opdracht tot reparaties en grote hoeveelheden goederen voor de vele arbeiders, waaronder 200.000 schapen en geiten, 50.000 zakken meel en 26.000 kratten dadels. Blijkbaar werd de wederopbouw snel uitgevoerd. 
Met de teloorgang van de wierookhandel verloor de bevolking haar economische basis en door het vertrek van mensen verloor de dam ook haar belang. Historici zijn van mening dat de uiteindelijke ramp kort daarna plaatsvond, waarna de vlakte van Saba in een woestijn veranderde. Sommige geleerden beweren dat de laatste dambreuk plaatsvond tussen 542 en 570/572. Na deze damdoorbraak werden er geen reparaties meer uitgevoerd en veranderde het landbouwland snel in een steppe. Uiteindelijk werd Ma'rib verlaten. Anderen denken dat dit de in 7e eeuw was. De Koran vermeldt de dambreuk in soera 34 "Sheba" vers 15. Er worden verschillende oorzaken aangedragen voor het verlies van de dam, variërend van vulkanische activiteit tot aardbevingen en verwaarlozing. De waterbouwkundig ingenieur Robert B. Jansen acht de laatste optie het meest waarschijnlijk. 

### Oude site vandaag
De overblijfselen van de dam worden beschouwd als de belangrijkste antieke plek in Jemen, en een van de grootste technische wonderen van de antieke wereld. Samen met andere belangrijke culturele plekken in en rond Ma'rib, zoals de Bar'an-tempel, de Awwam-tempel en necropolis, de nederzetting Wadi Ghufaina en de al-Mabna-dam, werd de grote dam ook als archeologische vindplaats van Ma'rib op de voorlopige lijst van Werelderfgoed in Jemen vermeld. 
Tijdens de militaire interventie in Jemen sinds 2015 werden in de nacht van 31 mei 2015 de ruïnes van de historische dam beschadigd door een luchtaanval, aldus lokale nieuwsberichten en archeologische experts. Uit verslagen blijkt dat de oude Sabeïsche inscripties op de damwanden mogelijk ook door het bombardement zijn aangetast. De bevestiging van de eerste berichten over de verwoesting van de dam in de sociale media en lokale nieuwsbronnen bleek aanvankelijk moeilijk voor internationale archeologen vanwege wijdverbreide communicatieproblemen in Jemen. De Jemenitische autoriteiten beschuldigen de coalitietroepen van Saoedi-Arabië van de luchtaanval. De Algemene Autoriteit voor Oudheden en Musea in Jemen veroordeelde de aanval en dreigde met juridische stappen tegen de Saoedische regering. Irina Bokova, directeur-generaal van UNESCO, veroordeelde de luchtaanvallen en uitte haar "diepe bezorgdheid", met name verwijzend naar de schade aan de grote Ma'ribdam. Zij beschreef het als een van de belangrijkste culturele erfgoedlocaties op het Arabische Schiereiland en als een getuigenis van de geschiedenis en de waarden die de mensheid verenigen. 

## Nieuwe dam

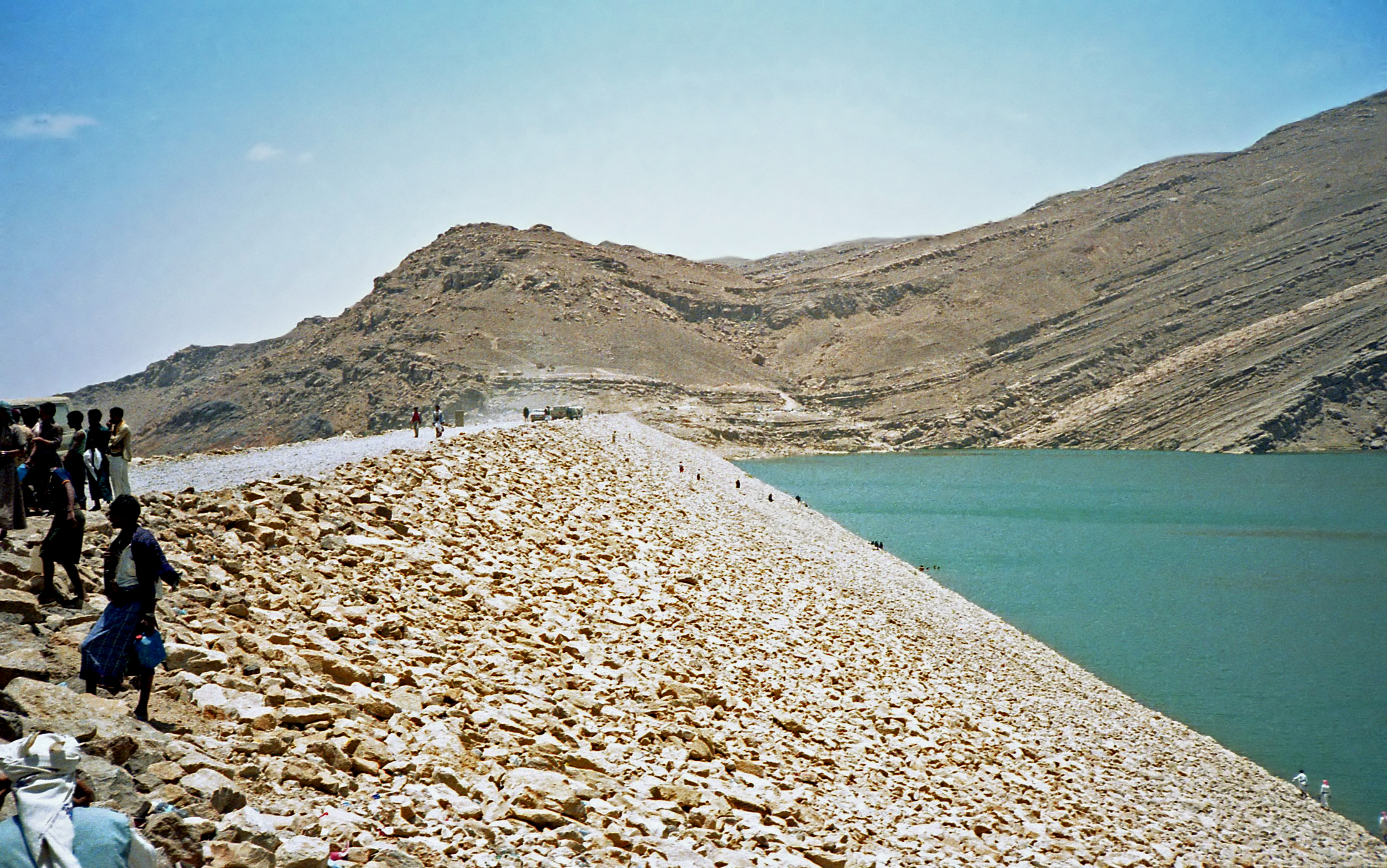
Nieuwe dam van Ma'rib, 1986

Om het land economisch te ontwikkelen werd in 1986 met steun van Abu Dhabi een nieuwe dam gebouwd in Wadi Dhanah, 3 km boven de oude dam. Deze is 760 m lang en 40 m hoog, en zou 10.000  ha land met water moeten verzorgen.
- TDVİA: arim